# Schoeneck Company
Die Owen-Schoeneck Company in Chicago (Illinois) und ihre Nachfolgerin Schoeneck Company in  Harvey (Illinois) war ein kurzlebiger US-amerikanischer Automobilhersteller in Harvey (Illinois). Die Fahrzeuge wurden unter dem Markennamen O-S resp. Geneva verkauft.

## Owen-Schoeneck Company (1914–1915)
Die Owen-Schoeneck Company wurde 1914 von John L. Owen und George Schoeneck gegründet, um Autohandel und -herstellung zu betreiben. Ihr O-S genanntes Auto war ein Assembled car, d. h. seine wesentlichen Komponenten waren zugekauft. Chefingenieur war Schoeneck, der 1910 einige Rennen gefahren hatte und unter anderem für Renault in Frankreich und Palmer-Singer in Long Island City (New York) tätig gewesen war. Den Vierzylindermotor des konventionell gebauten und nur als Touring erhältlichen O-S lieferte Herschell-Spillman. In einer Zeit, in der ein Ford Modell T als Touring US$ 550 kostete (1914), trug der O-S ein Preisschild von US$ 2350; er war demzufolge als Einstiegsmodell in die Oberklasse einzuordnen. Gerade diesem Anspruch stand jedoch das Image der Assembled cars entgegen, die tatsächlich von höchst unterschiedlicher Fertigungsqualität waren; die besten wie der Cole oder der Biddle oder etwas später der Roamer oder Revere hielten aber durchaus mit. Dennoch kam kein Assembled car in dieser Klasse über eine Außenseiterrolle hinaus.
Owen-Schoenbeck unterhielt kein Vertreternetz und verkaufte seine Autos „direkt ab Fabrik“ an die Endverbraucher. Pläne zum Bau einer Fabrik zerschlugen sich und Ende 1915 verließ Owen das Unternehmen.

## Schoeneck Company (1916–1917)
Im folgenden Jahr kaufte sich Forrest U. Alvin als Teilhaber ein; er hatte zuvor die New Era Engineering Company geleitet, die einen erfolglosen Kleinwagen gleichen Namens hergestellt hatte. Mit dem frischen Kapital finanzierte das Unternehmen neue Produktionskapazitäten in Harvey.
Schoeneck hatte inzwischen ein neues Sechszylindermodell entwickelt – oder besser: zusammengestellt, denn auch dieses Auto war ein Assembled car. Der Motor kam wiederum von Herschell-Spillman, Getriebe und Kupplung von Brown-Lipe und die Achsen von Timken. Es erschien nicht mehr als O-S, sondern unter der neuen Marke Geneva. Ob das hilfreich war, ist zweifelhaft, es gab mehrere Automarken gleichen Namens. Der Preis von US$ 2350 für den O-S wurde auch für den exklusiveren Geneva gehalten.
Der Konkurrenz war der Geneva nicht gewachsen; ein vergleichbarer Buick D-55 kostete lediglich US$ 1445, der hervorragende Hudson Super Six sogar nur US$ 1375.
Es bestanden keine Verbindungen zu den anderen US-Herstellern von Pkw der Marke Geneva: Geneva Automobile & Manufacturing Company, Geneva Auto Specialty & Repair Company und Geneva Wagon Company.